# 센타우루스자리 알파
센타우루스자리 알파 또는 알파 센타우리(α Centauri, Alpha Cen, α Cen)는 태양계에서 센타우루스자리 방향으로 약 4.37 광년(약 1.34 파섹) 거리에 있는 항성계이다. 이 계는 태양계에서 가장 가까운 항성계이자 행성계이다. 알파 계는 삼중성계로 태양과 매우 비슷한 센타우루스자리 알파 A(공식명칭: 리길 켄타우루스), G형 주계열성으로 태양보다 좀 더 가볍고 차가운 센타우루스자리 알파 B(공식명칭: 톨리만), 센타우루스자리 알파 C(공식명칭: 프록시마 센타우리)의 세 별로 구성되어 있다.
센타우루스자리 알파 A와 B는 태양형 항성이며(분광형 G, K) 두 별이 뭉쳐 쌍성 센타우루스자리 알파 AB를 만든다. 육안(肉眼)으로 볼 때 AB의 실시등급(實視等級)은 −0.27로 빛나는 별 하나처럼 보인다. AB는 센타우루스자리에서 가장 밝게 보이며 밤하늘 전체에서는 시리우스와 카노푸스 다음으로 세 번째로 밝다. (하지만 이는 여러개의 빛이 합쳐진 것이기에 센타우르스 알파 A의 빛만 측정하는 경우, 아크투르스가 더 밝다.)
주성 센타우루스자리 알파 A의 질량은 태양의 1.1 배, 광도는 태양의 1.519 배인 반면 반성 센타우루스자리 알파 B는 주성보다 작고 어두워서 질량은 태양의 0.907 배, 광도는 태양의 0.445 배이다. 두 항성은 공통의 질량 중심을 79.91년을 1주기로 공전하고 있다. 두 별의 공전 궤도는 이심률이 크기 때문에 A와 B 사이 거리는 떨어질 때는 태양에서 명왕성까지의 거리와 비슷한 35.6 AU(천문단위)까지 물러났다가 가까워질 때는 태양에서 토성까지의 거리와 비슷한 11.2 AU까지 접근한다.
센타우루스자리 알파 C 혹은 프록시마 센타우리는 작고 어두운 적색왜성(분광형 M)이다. 맨눈에 보이지는 않으나 프록시마 센타우리는 태양과 가장 가까운 항성이며 그 거리는 4.24 광년(1.30 파섹)으로 센타우루스자리 AB보다 근소하게 가깝다. 현 시점 기준으로 프록시마 센타우리와 센타우루스자리 알파 AB의 간격은 약 13,000 천문단위(0.21 광년)으로 해왕성 궤도 반지름의 약 430 배 거리이다. 프록시마 센타우리 b는 프록시마 센타우리의 생명체 거주가능 영역 안을 돌고 있는 지구 정도 크기의 외계 행성으로 2016년 발견되었다.

## 명칭
센타우루스자리 알파(α Centauri)는 1603년 요한 바이어가 이 계에 부여한 명칭이다. 예전부터 불려오던 전통적 명칭으로는 리길 켄타우루스 Rigil Kentaurus 가 있으며 이는 아랍어 명칭 الرجل القنطورس (아-리즐 알-콴투리스, '켄타우로스의 다리')을 라틴어로 옮긴 것이다. 이 명칭은 흔히 리길 켄트 Rigil Kent 또는 리길 Rigil 로 짧게 부른다. 다만 후자 명칭은 오리온자리 베타(리겔)의 명칭으로 더 유명하다.
유럽의 기록들에는 다른 이름 톨리만 Toliman 이 등장하는데 이는 아랍어 الظَّلِيمَان (아 잘리만, 보다 오래 전 기록에서는 아-탈리만)과 비슷한 이름으로 그 뜻은 '수컷 타조 두 마리'이다. 카즈위니 Kazwini 도 사용되었는데 이 이름은 남반구 하늘의 궁수자리 람다와 뮤를 부르는 데에 사용되기도 했다.
이 별을 부르는 다른 이름으로 분굴라 Bungula 가 있는데 그 기원은 불확실하다. 다만 Allen은 이 명칭이 β와 라틴어 운굴라 ungula ('말굽')에서 온 것이라고 추정했다.
센타우루스자리 알파 C는 1915년 로버트 T. A. 이네스가 발견했으며 이네스는 자신이 발견한 별이 프록시마 센타우루스 Proxima Centaurus (라틴어로 센타우루스자리의 별들 중 지구에서 가장 가까운 존재라는 뜻임.)로 불려야 한다고 주장했다. 이후 프록시마 센타우리 Proxima Centauri 명칭으로 보다 널리 불리게 되었다.
2016년 국제천문연맹(IAU) 산하 항성명칭 워킹그룹(WGSN)이 세운 기준에 따르면 다중성계의 경우 계 전체가 아니라 계를 구성하는 항성 하나하나에 고유명칭을 부여하기로 되어 있다. 따라서 리길 켄타우루스 Rigil Kentaurus 명칭은 센타우루스자리 알파의 구성원 A에, 프록시마 센타우리 Proxima Centauri는 구성원 C에 각각 별개로 부여되었다. 2018년 8월 10일 IAU는 톨리만 Toliman 이름을 센타우루스자리 알파 B에 부여했다.

## 항성계
센타우루스자리 알파는 삼중성계이며 이들 중 밝은 두 별 센타우루스자리 알파 A와 B는 쌍성계를 이루고 있다. AB 기호 또는 보다 오래된 A×B 기호는 다중성계 내에서 반성(들)에 대해 주된 연성계가 질량 중심 역할을 함을 뜻한다. AB-C는 중심부 쌍성에 프록시마 센타우리가 '질량의 중심부'와 '외딴 곳에 있는 반성'의 형태로 연결되어 있음을 뜻한다. 프록시마(C)로부터 센타우루스자리 알파 A와 B는 거리 차이가 거의 없기 때문에 AB 쌍성계를 종종 중력적으로 단일한 천체처럼 취급하기도 한다.

### 공전의 특성

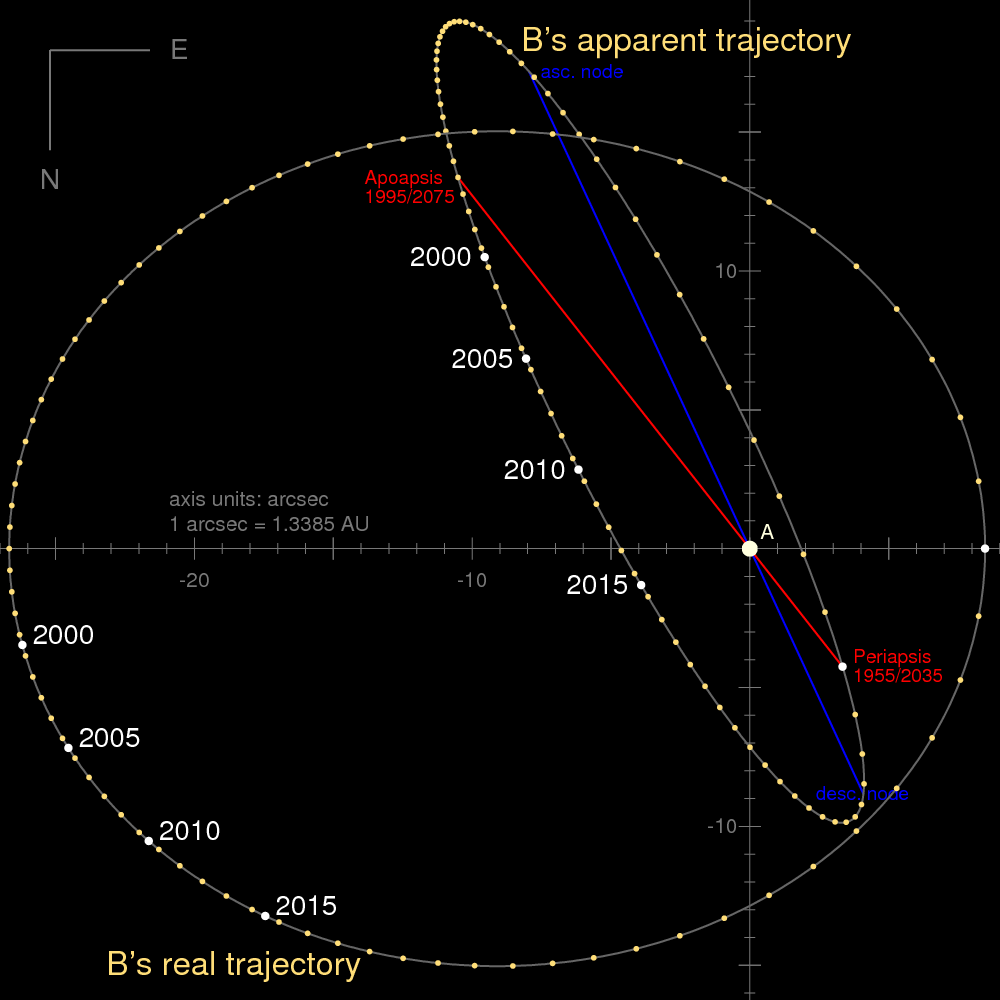
센타우루스자리 알파의 겉보기 및 실제 궤도. A가 고정되어 있다고 가정한 상태에서 B의 상대적인 궤도 운동을 보여준다. 겉보기 궤도(길쭉한 타원)는 지구상의 관측자 눈에 보이는 궤도의 모양이다. 실제 궤도는 공전운동면을 바로 위에서 바라보았을 때의 궤도 모양이다. 시선속도 대 시간에 따르면 시선방향에 대한 A와 B의 방사상 분리(radial separation)는 2007년 최댓값에 이르렀으며 당시 B는 A보다 지구에서 멀리 떨어져 있었다. 그림의 궤도는 80개의 점들로 나누어져 있는데 각 점의 간격은 대략 0.99888년 또는 364.84일이다.

센타우루스자리 알파의 구성원 A와 B의 공전 주기는 79.91년이다. 이 둘의 공전 궤도는 완만하게 타원형을 그리고 있어 이심률 e는 0.5179이다. 이로부터 A와 B가 가장 가까이 접근하는 시점 혹은 근성점은 11.2 천문단위 (1.68×109 km) 혹은 태양과 토성 사이 간격과 비슷한 거리이며, 반대로 두 구성원이 가장 멀리 떨어지는 시점 혹은 원성점은 35.6 천문단위 (5.33×109 km) 혹은 태양과 명왕성 사이 간격 정도의 거리가 됨을 알 수 있다. 두 별이 가장 최근에 근성점을 통과한 시점은 1955년 8월이었고 다음 근성점 통과시기는 2035년 5월일 것이다. 반대로 가장 최근의 원성점 통과일은 1995년 5월이었으며 다음 원성점 통과시기는 2075년일 것이다.
A와 B의 겉보기 궤도는 지구에서 봤을 때 둘 사이의 간격과 방위각(PA)이 이들이 궤도 운동을 하면서 지속적으로 변화하는 것을 뜻한다. 2019년 관측된 두 별의 항성 방위는 방위각 337.1°에 4.92 초각만큼 떨어져 있었으며 2020년에는 방위각 345.3°에 간격은 5.49 초각으로 증가할 것이다. 가장 최근에 두 구성원이 근접한 시기는 2016년 2월로 방위각 300°에 간격은 4.0 초각이었다. 두 별이 최대로 떨어지는 거리는 약 22 초각이며 가장 가까이 접근할 때의 간격은 1.7 초각이다. 둘 사이가 가장 멀어지는 사건은 가장 최근에는 1976년 2월에 발생했으며 다음 최근접 사건은 2056년 1월에 일어날 것이다.
센타우루스자리 알파 C는 센타우루스자리 알파 AB로부터 약 13000 천문단위 떨어져 있다. 이 거리는 약 0.21 광년 또는 1.9 × 1012 킬로미터로 센타우루스자리 알파 AB와 태양 사이 거리의 약 5%에 해당되는 값이다. 2017년 전에는 C의 느린 속도와 궤도를 측정한 값들이 부정확도가 심하여 C가 AB에 중력으로 묶여 있는지 혹은 아무 관계가 없는지 정확히 알 수 없었다.
2017년 측정한 시선속도 값들을 통해 프록시마 센타우리와 센타우루스자리 알파 AB가 중력적으로 묶여 있음이 드러났다. 프록시마 센타우리의 공전 주기는 대략 547000+6600
−4000 년이며 궤도 이심률은 0.50 ± 0.08로 수성 궤도보다 훨씬 크다. 프록시마 센타우리는 근성점에서 AB에 4300+1100
−900 AU까지 접근하며 원성점에서는 13000+300
−100 AU까지 물러난다.

### 물리적 특성

센타우루스자리 알파 계 구성원들의 크기와 색채를 태양과 비교한 그림.

성진학적 연구, 채층 활동, 항성 자전(자이로 연대기) 모두 센타우루스자리 알파 계가 태양과 나이가 비슷하거나 약간 더 늙었다는 가설과 부합한다. 항성 매개변수들을 엄격한 관측적 제약조건들을 포함시켜 성진학적으로 분석한 결과, 알파 계의 나이는 48억 5천만 ± 5억 년, 50억 ± 5억 년, 52억 ± 19억 년, 64억 년, 65억 2천만 ± 3억 년 등으로 나왔다. 채층 활동(칼슘 H와 K 방출)에 기초하여 항성들의 나이를 측정한 결과 44억 ± 21억 년이 도출되었으나 자이로 연대기법을 사용한 연구에서는 50억 ± 3억 년이 나왔다. 항성진화 이론은 질량과 분광적 특질로부터 A와 B 모두 나이가 50 ~ 60억 년으로 태양보다 근소하게 많음을 보여준다.
궤도요소들로부터 센타우루스자리 알파 AB의 총질량은 대략 태양질량의 2배로 나온다. A와 B의 질량은 각각 1.09 M☉, 0.90 M☉으로 측정되었으나 최근 연구에 따르면 종전 값보다 질량이 조금씩 늘어나 각각 1.14 M☉, 0.92 M☉으로 둘을 합친 값은 2.06 M☉이다. 센타우루스자리 알파 A와 B의 절대등급은 각각 +4.38, +5.71이다.

#### 센타우루스자리 알파 A
센타우루스자리 알파 A 또는 리길 켄타우루스 Rigil Kentaurus는 쌍성계의 주성이다. 이 별은 태양과 비슷하게 황색 빛을 띠는 주계열성으로 분광형은 G2 V이다. A는 태양보다 더 밝으며 질량은 태양보다 10% 정도 더 크고 반지름은 22% 더 크다. 밤하늘에서 항성들을 하나하나 개체로 따져서 밝기의 순위를 매겨 보면 A는 겉보기 등급 −0.01로 네 번째로 밝으며 −0.04 밝기의 아크투루스보다 약간 어둡다.
센타우루스자리 알파 A의 자기활동 형태는 태양과 비슷하여 흑점들 때문에 코로나 활동에 변동이 발생하고 항성의 자전 때문에 활동의 강도가 변화한다. 그러나 2005년 이후 A의 활동 수준은 크게 줄어들었는데 이는 역사적인 태양의 마운더 극소기와 비슷한 상황일 수 있다. 다만 이 줄어든 활동량은 매우 긴 활동 주기일 수도 있으며, A는 천천히 극소기에서 회복하고 있다.

#### 센타우루스자리 알파 B
센타우루스자리 알파 B 또는 톨리만 Toliman 은 쌍성계의 반성이다. B는 분광형 K1 V의 주계열성으로 센타우루스자리 알파 A보다 오렌지색이 강한 빛을 뿜는다. B의 질량은 태양의 90% 정도이며 반지름은 14% 작다. 비록 B는 A보다 광도가 작지만 엑스선 대에서 더 많은 에너지를 방출하고 있다. 광도곡선은 단기적 규모에서 변화하고 있으며 플레어 현상이 적어도 한 번 관측된 바 있다. B는 A보다 자기적 측면에서 보다 활동적이며 그 주기는 태양의 11년보다 짧은 8.2 ± 0.2년이고 태양의 코로나 광도가 보이는 최소~최댓값 폭의 절반 정도 변화량을 보여준다. 센타우루스자리 알파 B의 겉보기 등급은 +1.35로 미모사보다 약간 어둡다.

#### 센타우루스자리 알파 C (프록시마 센타우리)
센타우루스자리 알파 C 또는 보다 잘 알려진 명칭인 프록시마 센타우리는 분광형 M6 Ve의 주계열상 적색왜성이다. C의 절대등급은 +15.60으로 태양 밝기의 2만 분의 1 이하이다. 질량은 태양의 12.21% 수준이다.

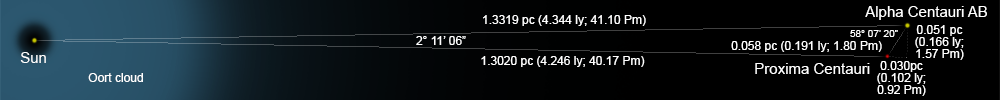
태양, 센타우루스자리 알파 AB, 프록시마 센타우리의 상대적인 위치. 회색 점은 프록시마 센타우리의 투사점으로 그림에서는 지구로부터 센타우루스자리 알파 AB와 같은 거리에 있는 것으로 표시되어 있다.

## 관측

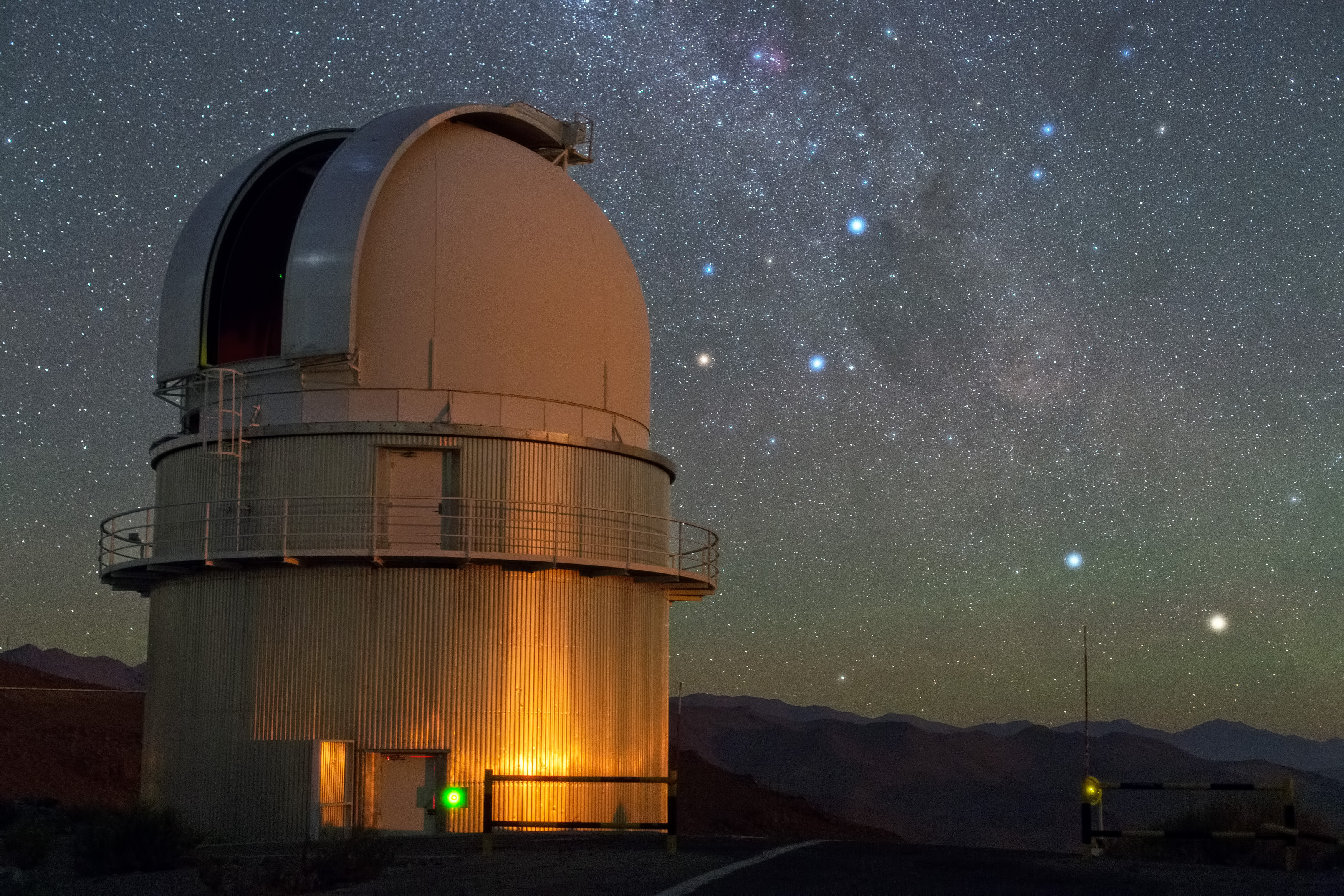
사진 오른쪽 아래 밝은 별 둘이 센타우루스자리 알파(오른쪽)와 베타(왼쪽, 안테나 위)이다. 이 둘을 연결한 선은 라 시야 천문대의 돔 바로 오른쪽으로 보이는 남십자성을 가리킨다.

맨눈에 센타우루스자리 알파 AB는 남반구의 센타우루스자리에서 제일 밝은 하나의 발광체(發光體)처럼 보인다. AB의 겉보기 각거리는 80년에 걸쳐 2 ~ 22 초각 사이에서 변하지만(맨눈이 구별할 수 있는 최대 해상도는 60 초각이다.) 궤도상 대부분의 위치에서 두 별 모두 쌍안경이나 작은 망원경으로 쉽게 분리하여 관측할 수 있다. 겉보기 등급은 −0.27로(A와 B를 합친 밝기) 센타우루스자리 알파보다 밝게 보이는 밤하늘 천체는 시리우스와 카노푸스밖에 없다. AB는 남쪽 지시자들 The Southern Pointers 또는 지시자들The Pointers 중 바깥쪽 항성으로, AB와 AB로부터 4.5도 서쪽에 있는 센타우루스자리 베타(하다르/아게나)를 이은 선을 연장하면 남십자성이 나온다. 이 지시자를 통해 진짜 남십자성을 진짜보다 어두운 가짜 십자가와 쉽게 구별할 수 있다.

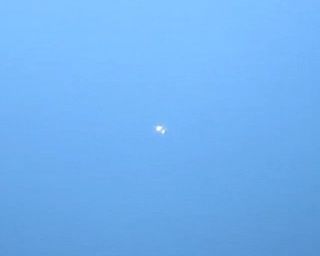
센타우루스자리 알파 AB를 낮에 촬영한 사진. 110 mm 반사망원경의 접안렌즈 뒤에 캐논 파워샷 S100을 고정시켜 놓고 촬영했다. 이 사진은 동영상 프레임 중에서 추출한 것이다. 쌍성 구조임이 명확히 보인다.

대략 남위 29도보다 남쪽 위도에서 센타우루스자리 알파는 주극성으로 보이며 지평선 아래로 지지 않는다. 반대로 북위 29도보다 북쪽 위도에서 알파별은 지평선 위로 떠오르지 않는다. 북위 29도보다 조금 위도가 낮은 지대에 거주하는 관측자는 센타우루스자리 알파가 지평선에 가까이 걸쳐 있는 것을 볼 수 있으나, 알파가 최정점 고도에 왔을 때의 잠깐 동안만 관측할 수 있다. 센타우루스자리 알파는 매년 4월 24일 자정 및 6월 8일 오후 9시에 남중한다.
지구에서 봤을 때 센타우루스자리 프록시마는 센타우루스자리 AB로부터 2.2도 남서쪽에 있다. 이 간격은 달 각지름의 4배 정도이다. 프록시마는 별들이 드문드문 있는 하늘을 배경으로 +11.1의 겉보기 등급으로 빛나며, 붉은 색이 뚜렷한 항성으로 적당한 크기의 망원경이 있어야 관측할 수 있다. 프록시마는 변광성 일반 목록 4.2판 General Catalogue of Variable Stars Version 4.2에 '센타우루스자리 V645'로 등재되어 있다. 고래자리 UV형 섬광성으로 분류되는데 이런 부류의 항성은 가시광선 파장에서 갑작스럽게 0.6 등급만큼 밝아진 뒤 수 분에 걸쳐 어두워진다. 일부 아마추어 및 프로 천문학자들은 주기적으로 광학 혹은 전파 망원경을 사용하여 이 별이 보여주는 폭발들을 살피고 있다. 2015년 8월 13일 기록상 사상 최대의 플레어가 발생하여 B 밴드(청색광 영역)에서 광도가 평상시보다 8.3 배나 증가했다.
센타우루스자리 알파는 G-구름 안에 있으며 알파에서 가장 가까운 이웃 천체는 갈색 왜성 둘로 이루어진 쌍성계 루만 16으로 3.6 광년(1.1 파섹) 떨어져 있다.

## 관측 역사

Digitized Sky Survey 2가 촬영한 센타우루스자리 알파.

센타우루스자리 알파는 2세기 프톨레미의 항성 목록에 등재되었다. 프톨레미는 알파에 황도 좌표를 부여했으나 문헌들마다 황도 적위가 남위 44° 10′ 또는 남위 41° 10′으로 차이가 난다.(현재 알파의 황도 적위는 남위 43.5°로, 고유운동 때문에 프톨레미 시절에 비해 1도가량 줄어들었다.) 프톨레미의 시대에 센타우루스자리 알파는 북위 31°로 이집트 알렉산드리아에서 볼 수 있었다. 그러나 세차 운동 때문에 알파의 적위는 현재 남위 –60° 51′로 해당 위치에서는 더 이상 볼 수 없다. 영국 탐험가 로버트 휴즈는 그의 1592년 노작 Tractatus de Globis에서 다음 기록을 통해 카노푸스, 아케르나르와 함께 센타우루스자리 알파에 대한 유럽 관측자들의 관심을 불러일으켰다.
그러므로 이제 여기 잉글랜드에서 절대로 보이지 않는, 내가 그것들 모두를 인지할 수 있었던 1등성 딱 셋이 있다. 첫째는 그들이 카노부스라고 부르는, 아르고자리에 있는 별들 중 가장 밝은 것이다. 둘째(아케르나르)는 에리다누스자리의 끝에 있는 것이다. 세 번째(센타우루스자리 알파)는 센타우루스자리의 오른쪽 발에 있는 별이다.

1689년 12월 Jean Richaud는 푸두체리의 주둔지에서 지나가는 혜성을 관측하던 중 센타우루스자리 알파가 쌍성계라는 사실을 최초로 발견했다. 센타우루스자리 알파는 아크룩스 다음으로 쌍성임이 밝혀진 두 번째 항성계이다.
마누엘 존 존슨은 세인트헬레나에서 센타우루스자리 알파 AB를 관측하던 중 이 계의 고유운동 값이 큰 것을 발견하고 이 사실을 희망봉 소재 왕립천문대의 토마스 헨더슨에게 알려 주었다. 헨더슨은 1832년부터 1833년 5월까지 까다로운 위치 관측을 여러번 수행하여 센타우루스자리 알파 AB의 시차를 측정했다. 그러나 헨더슨은 결과물을 발표하지 않았는데 그 이유는 값이 참이라고 믿기에는 너무 컸기 때문이다. 그러나 1838년 정확하게 측정한 백조자리 61의 연주시차를 프리드리히 빌헬름 베셀이 공개하자, 결국 헨더슨은 1839년 자신의 연구 결과를 발표했다. 이런 이유로 센타우루스자리 알파는 종종 항성까지의 거리가 측정된 두 번째 천체로 간주되는데 이는 헨더슨의 연구결과가 당시에는 충분히 인지되지 않았기 때문이다.(현재 알려진 지구로부터 센타우루스자리 알파까지의 거리는 4.396 광년 또는 41.59 × 1012 킬로미터이다.)

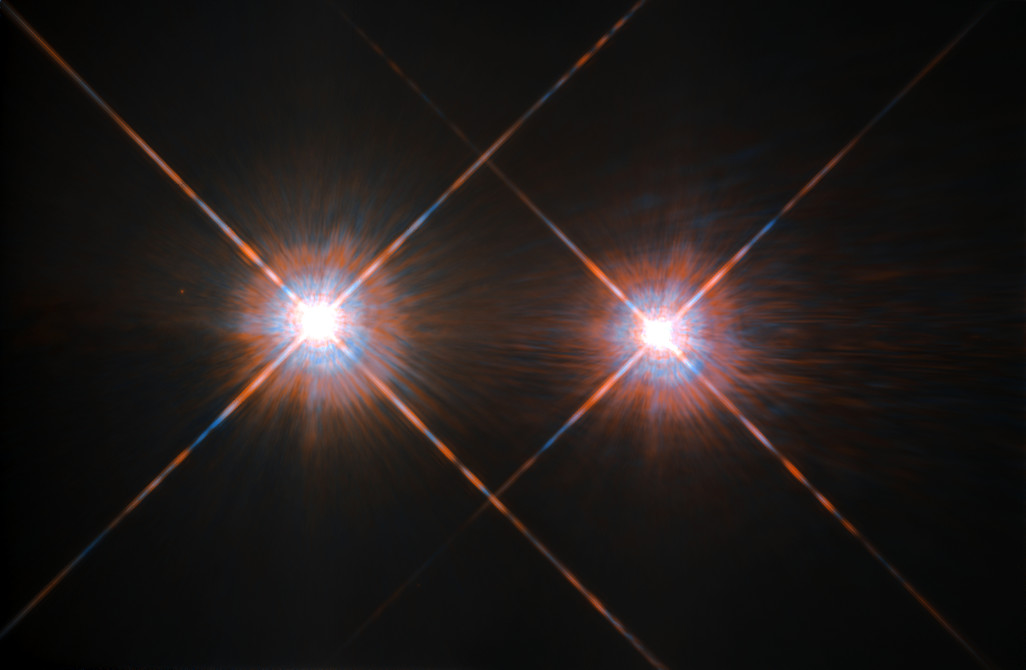
센타우루스자리 알파 A는 태양과 동일한 분광형인 G2 항성이며 반성 B의 분광형은 K1이다.

이후 1834년 존 허셜은 측미법적 관측을 최초로 사용하여 이 별을 관측했다. 20세기 초 이후 사진 건판들을 사용한 측정이 수행되었다.
1926년 윌리엄 스티븐 핀센은 AB 계 궤도요소들의 근삿값을 계산했는데 그의 계산값들은 현재 이 계에 대해 인정받은 값들에 근접해 있다. 안시 관측자들은 현존하는 쌍성 추산위치표로부터 항성들의 상대적인 미래 위치를 충분히 정확하게 예측할 수 있다. D. Pourbaix (2002) 같은 다른 천문학자들은 새로 공개된 궤도 요소들을 정기적으로 수정해 왔다.
1915년 로버트 T. A. 이네스는 고유운동 조사중 서로 다른 시각에 촬영한 사진 건판들을 대조하여 센타우루스자리 프록시마를 발견했다. 이 사진들은 프록시마의 고유운동량과 시차가 센타우루스자리 알파 AB와 크기와 방향 면에서 유사하여, 프록시마가 센타우루스자리 알파 항성계의 일부분이며 AB보다 지구로부터 근소하게 가까움을 추정하게 해 줬다. 프록시마가 지구로부터 떨어져 있는 거리는 약 4.24 광년 (1.30 파섹)으로 태양에서 가장 가까운 항성이다.

## 운동학

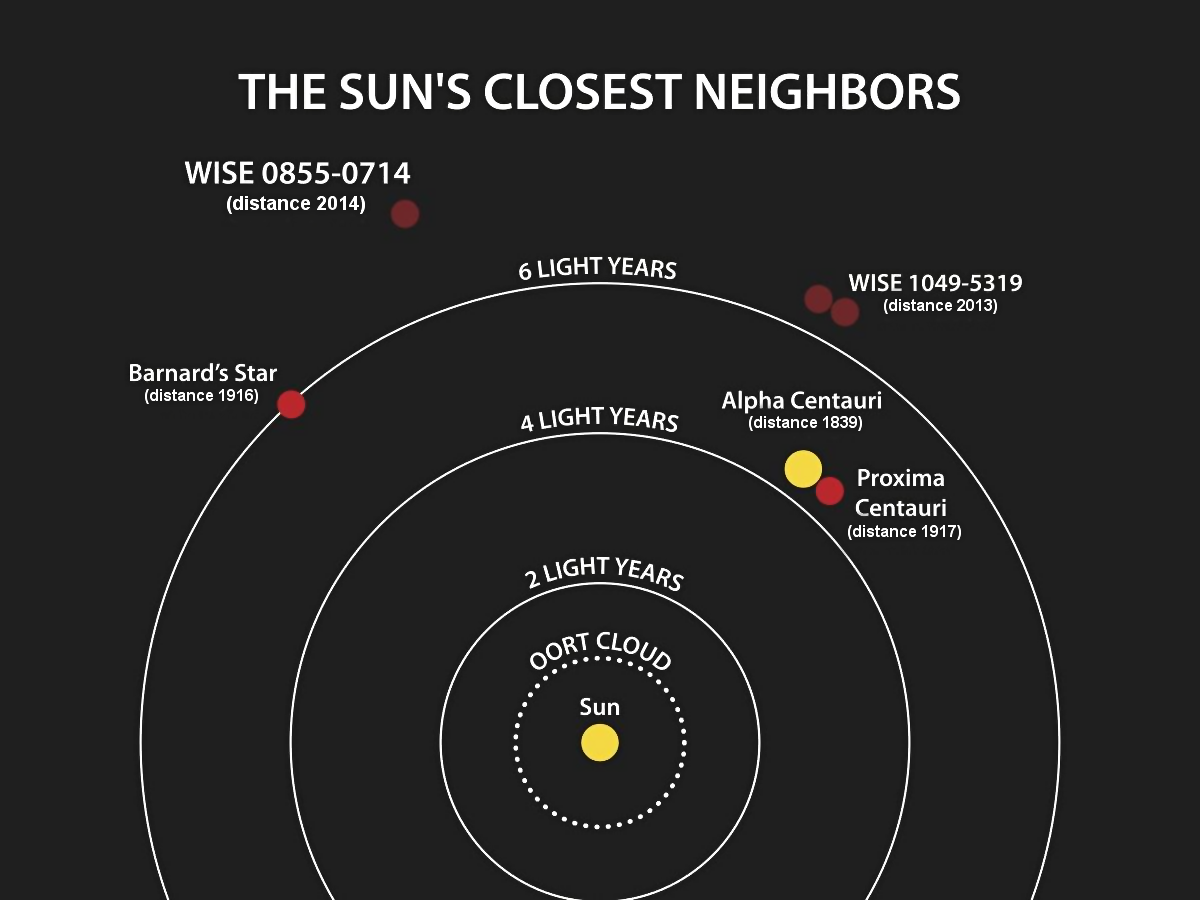
2014년 4월 25일 기준으로 센타우루스자리 알파 Alpha Centauri를 포함하여 태양계에서 지근거리에 있는 항성들을 나타낸 그림.

센타우루스자리 알파의 모든 구성원들은 배경 하늘에 대해 뚜렷한 고유운동을 보여준다. 이 때문에 알파는 수 세기에 걸쳐 하늘에서 천천히 위치를 바꿔 왔다. 고대 천문학자들은 고유운동이라는 개념을 몰랐으며 철학자 아리스토텔레스가 자신의 노작에서 밝힌 바와 같이 대부분은 항성들이 천구에 영속적으로 고정되어 있는 존재라고 생각했다. 1718년 에드먼드 핼리는 몇몇 별들이 고대의 위치로부터 크게 움직인 것을 찾아냈다.
1830년대 토머스 헨더슨은 다수의 자오환 관측을 분석하여 센타우루스자리 알파까지의 실제 거리를 계산해 냈으며 이 계 역시 고유운동량이 큼을 알아냈다. 헨더슨은 니콜라 루이 드 라카유가 남긴 1751~1752년 측성 자료를 검토해서 별의 위치가 바뀐 것을 확인하여 항성의 고유운동을 발견했다.
센타우루스자리 알파 AB의 질량중심이 보여주는 고유운동은 연간 서쪽으로 3620 밀리초각, 북쪽으로 694 밀리초각으로 종합적으로 북서쪽 11° 방향으로 연간 3686 밀리초각만큼 움직이고 있다. AB의 질량중심은 100년에 6.1 분각 또는 1000년에 1.02°만큼 움직이는 중이다. 서쪽 방향으로의 속도는 초당 23 킬로미터, 북쪽으로는 초당 4.4 킬로미터이다. 분광기를 이용하여 구한 평균 시선속도는 태양계 방향으로 초당 22.4 킬로미터이다.
센타우루스자리 알파 AB는 지구에서 봤을 때 은하면에 거의 정확하게 위치해 있기 때문에 AB의 뒤로 수많은 항성들이 보인다. 2028년 5월 초 센타우루스자리 알파 A는 지구에서 봤을 때 멀리 떨어진 적색 항성 앞을 지나갈 것이며 45% 확률로 아인슈타인 고리를 관측할 수 있을 것이다. 다가오는 수십 년 동안 알파 계는 합 현상들을 보일텐데, 이를 통해 정확한 AB의 고유운동 값을 알아낼 수 있을 것이고, 어쩌면 AB에 존재하는 외계 행성들에 대한 정보를 입수할 수도 있다.

### 미래의 변화 예측

2만 년 전부터 8만 년 후까지 10만 년의 기간 동안 근지구 항성들과 지구 사이의 거리를 나타낸 그래프. 센타우루스자리 알파 Alpha Centauri는 대략 2만 7천 년 후 지구에 2.9 광년까지 접근했다가 멀어질 것이다.

센타우루스자리 알파가 하늘에서 움직이는 경로를 표시한 애니메이션. 다른 항성들은 고정되어 있는 것으로 가정했다. "Oggi"는 '현재'를 뜻한다.

고유운동과 시선속도에 기초했을 때 센타우루스자리 알파 계는 지속적으로 하늘에서의 위치를 뚜렷하게 바꿀 것이며 우리 눈으로 볼 때 천천히 밝아질 것이다. 예를 들어 서기 6200년 경 센타우루스자리 알파는 센타우루스자리 베타 앞을 지나가면서 극히 드문 1등성 항성간의 합을 일으켜 남반구 하늘에서 밝게 빛나는 안시 이중성을 형성할 것이다. 이후 알파는 남십자자리 혹은 남십자성의 바로 북쪽을 지나간 뒤 계속 북서쪽으로 움직여 현재의 천구적도로 접근할 것이며, 은하면으로부터 멀어질 것이다. 서기 26700년 경(이후 다른 연구에서는 서기 27000년으로 계산하기도 했다.) 현재의 바다뱀자리 위치에서 센타우루스자리 알파는 지구에 0.90 파섹 또는 2.9 광년까지 다가와 최근접할 것이다. 근성점에서 센타우루스자리 알파 계는 겉보기 등급 −0.86으로 현재 카노푸스와 비슷한 밝기로 보일 것이다. 다만 알파는 가장 밝아지더라도 시리우스를 넘을 수는 없을 것이다. 시리우스는 지금도 가장 밝은 밤하늘 항성이지만 앞으로 6만 년에 걸쳐 지속적으로 밝아질 것이며 태양을 제외하면 앞으로 21만 년 동안 가장 밝게 보이는 항성의 지위를 유지할 것이다.

## 행성계

### 확인된 행성
센타우루스자리 알파 계에서 검증된 행성은 센타우루스자리 프록시마 b 단 하나이다. b는 지구보다 근소하게 크며 생명체 거주가능 영역 안에서 프록시마 센타우리를 돌고 있다. 2016년 유럽 남방 천문대가 프록시마 센타우리 b의 존재를 발표하였다. 시선속도법을 이용하여 발견되었는데 이 방법은 주인별의 분광선들에 주기적인 도플러 변이가 일어나는 것으로부터 항성 주위를 도는 행성 존재를 추정하는 것이다.

### 논란중이거나 가설상의 행성

#### 센타우루스자리 알파 Bb
2012년 센타우루스자리 알파 B를 도는 행성 센타우루스자리 알파 Bb가 발표되었다. 그러나 2015년 새로운 분석 결과 Bb가 존재할 가능성은 거의 없고 2012년 발견은 데이터 분석 중 발생한 인위적인 결과물이라고 결론내렸다.

#### 검증되지 않은 발견
센타우루스자리 알파 Bb가 실존하지 않음을 밝히는 동안 2013년 행성으로 추정되는 천체 하나가 항성 앞을 지나가는 현상이 관측되었다. 이 통과 사건은 지구 반지름의 92%가 되는 행성체 하나가 존재할 가능성이 있음을 보여주는 것이었다. 이 행성은 센타우루스자리 알파 B를 20.4 일 혹은 그 미만을 1주기로(이보다 긴 공전 주기를 가질 확률은 5%밖에 되지 않음) 공전할 가능성이 매우 높다. 유력한 공전주기 중간값은 충돌 파라미터를 0~0.3 근처로 적용했을 때 12.4 일이다. 공전궤도의 이심률은 0.24 또는 그 이하일 가능성이 높다. 센타우루스자리 알파 Bb(존재하지 않을 확률이 높음)와 마찬가지로 이 행성 역시 어머니 항성과 아주 가까워서 생명체가 살기에는 너무 뜨거울 것이고, 표면에는 '녹아 있는 용암의 호수들'이 있을 가능성이 높다.

#### 가설상의 행성
아직 발견되지 않은 행성들이 센타우루스자리 알파 A나 B를 각각 돌고 있거나, 아니면 AB를 어머니 별로 삼아 큰 궤도를 돌고 있을 가능성은 존재한다. 두 별 모두 태양과 꽤 비슷하기 때문에(예를 들어 나이와 금속함량 등) 천문학자들은 센타우루스자리 알파 계에 특히 관심을 갖고 행성을 찾기 위해 정밀한 관측을 수행해 왔다. 행성 사냥꾼 팀이 여럿 결성되었는데 이들은 다양한 시선속도 또는 항성통과 방법들을 사용하여 이 밝은 항성 둘을 연구해 왔다. 지금까지의 관측 결과들 모두 갈색왜성 또는 가스행성이 존재한다는 증거를 찾는 데에 실패했다.
2009년 컴퓨터 시뮬레이션에서 어떤 행성이 센타우루스자리 알파 B의 생물권(항성으로부터 0.5 ~ 0.9 천문단위 범위) 안쪽 경계 근처에서 태어났을 수 있다는 결과가 나왔다. 센타우루스자리 알파 계의 두 별이 원래 지금보다 멀리 떨어져서 생성된 뒤(항성이 밀집된 성단에서 태어났을 경우 가능함) 이후 가까워졌다는 식의 특별한 가정을 세우면 항성에서 멀리 떨어진 곳에서 강착이 일어나기 쉬운 환경이 생겨날 수 있다고 추론하는 것이 가능하다. 센타우루스자리 알파 A를 도는 천체는 보다 강한 중력 때문에 B보다 좀 더 먼 곳을 공전할 수 있을 것이다. 덤으로 센타우루스자리 알파 계 인근에 갈색왜성이나 가스행성이 없기 때문에 암석행성들이 존재할 가능성은 보다 높아진다. 이론적 연구에 따르면 시선속도 분석으로 B의 생물권 안을 도는 지구질량 1.8 배 천체까지 찾아낼 수 있다 한다.
고정밀 시선속도 행성탐사 분광기(High Accuracy Radial Velocity Planet Searcher)로 측정 가능한 센타우루스자리 알파 B 시선속도의 정밀도는 생물권 안을 공전하는 지구질량 4 배 수준 천체(공전주기는 200일)까지 찾아내는 수준이었으나 발견된 행성은 없었다.
현재 추정치들은 알파 계 주변에서 지구 비슷한 행성을 찾아낼 확률을 대략 75%로 잡는다. 시선속도법을 이용하여 생물권 내 행성을 찾아낼 수 있는 한계치인 최소질량은 2017년 기준으로 센타우루스자리 알파 A의 경우 지구질량의 약 50 배, B는 약 8 배, 프록시마 센타우리는 약 0.5 배이다.
행성 생성을 컴퓨터로 시뮬레이션한 과거 모형들은 센타우루스자리 알파 A와 B를 하나의 어머니 별로 삼아 도는 암석 행성이 존재할 수 있다고 예측했으나 최근의 다수 조사들에 따르면 동반성이 중력적으로 당기는 힘 때문에 행성들이 강착 과정을 통해 태어나기가 어렵다고 한다. 이런 부정적 예상들에도 불구하고 알파 계는 분광형, 항성형, 나이, 공전 궤도의 안정성 등 태양과 비슷한 여러 조건들 때문에 가상의 행성에 외계생명체들이 존재할 가능성이 아주 높은 항성계로 지목되어 왔다.
태양계에서 목성과 토성은 아마도 혜성들의 궤도를 흔들어 이들이 태양계 안쪽으로 들어오게 했고 내행성들에 물과 다양한 기타 얼음 물질들이 공급되는 데에 중요한 역할을 했을 것이다. 센타우루스자리 알파 계가 생성될 때 프록시마가 행성 원반에 영향을 끼쳐서 AB 근처에 휘발성 물질들이 풍부해지도록 만들었을 수도 있다. 반면 예를 들어 센타우루스자리 알파 B가 A 주변에 가스행성들이 생기게 만들었거나(혹은 그 반대도 가능) A와 B가 상대방에 대해 태양계에서 목성과 토성이 혜성들의 궤도를 동요시킨 것과 비슷한 작용을 했다는 가설도 있다. 상기의 얼음 천체들은 다른 행성계의 오르트 구름들에도 존재할 수 있다. 이 얼음 천체들이 가스 행성들이나 근처를 지나가는 항성들에 의해 중력적으로 영향을 받으면 이들 다수는 항성을 향해 움직이게 된다. 이런 발상은 먼 미래 센타우루스자리 알파나 다른 항성들이 태양계에 가까이 다가왔을 때에도 그대로 적용될 수 있으며, 이 경우 태양계의 오르트 구름은 교란되어 활동적인 혜성들의 수효가 늘어날 것이다.
센타우루스자리 알파 A를 도는 행성은 항성으로부터 대략 1 ~ 2 천문단위 범위를 돌 경우 액체 물이 행성 표면에 존재할 환경이 형성되는 생물권 안에 들어갈 수 있다. A보다 약간 어두우며 차가운 센타우루스자리 알파 B의 생물권은 A보다 항성에 좀 더 가까운 0.7 ~ 1.2 천문단위 범위에서 형성된다.
이런 '생명체가 살 수 있는 행성'을 찾는 것을 목표로 하는 NASA의 우주 간섭계 미션(SIM)에서 프록시마 센타우리와 센타우루스자리 알파 AB는 '1 티어' 목표였다. 이 관측장비를 통해 2 천문단위 이내를 도는 지구 질량 3 배 이하의 '1 티어' 목표물들을 찾을 수 있었다. 그러나 이 SIM 미션은 2010년 재정 문제 때문에 취소되었다.

### 별주위 원반
2007년부터 2012년까지의 관측을 통해 센타우루스자리 알파 AB의 주변에서 중/원적외선의 약한 초과 방출(24 마이크로미터)이 발견되었는데 이는 성긴 별주위원반 또는 조밀한 성간 먼지의 증거로 해석할 수 있다. 이 초과 방출원의 총질량은 달질량의 10−7배에서 10−6 사이로 태양계의 황도대 먼지 구름 질량의 10 ~ 100 배 정도 된다. 만약 이런 원반이 계 구성원 각각의 주변에 존재한다면 A의 원반은 2.8 AU 범위 안에서, B 주변 원반은 2.5 AU 범위 안에서 안정적으로 유지될 것이다. 이 가정에 따르면 A의 원반은 전체가 완전히 동결선 안쪽으로 들어오며 B의 원반은 원반 가장 바깥쪽 부분이 동결선 밖으로 나갈 것이다.

## 센타우루스자리 항성계의 하늘

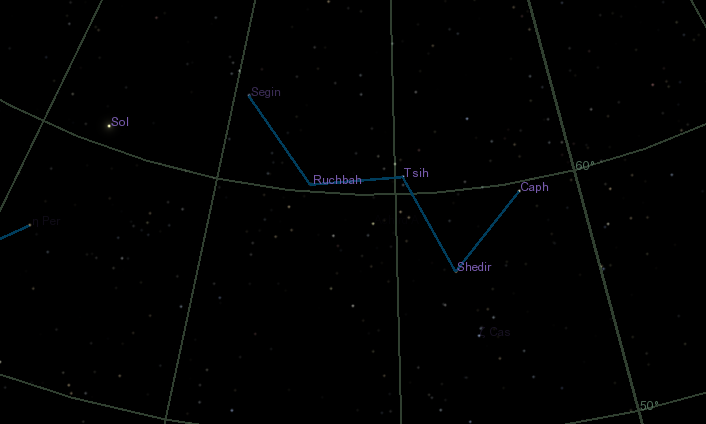
센타우루스자리 알파에서 본 태양. 카시오페이아자리의 W 모양 왼쪽에 위치해 있다.

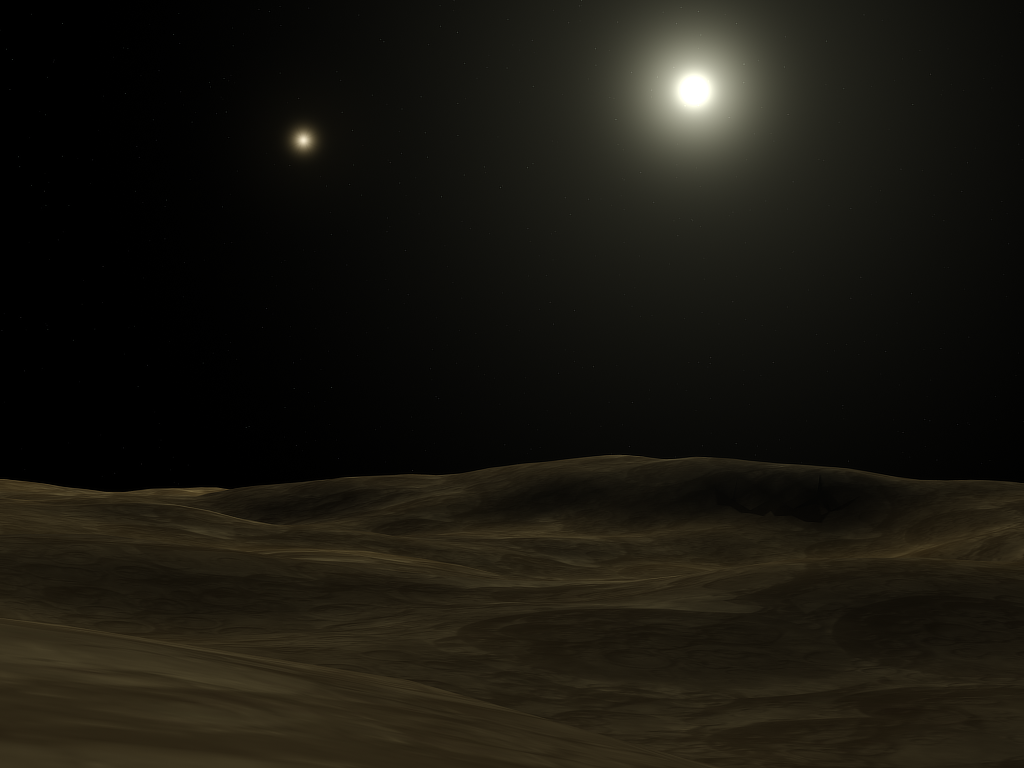
센타우루스자리 알파 A 주위를 도는 가상 행성에서 바라본, A 및 B(좌측 어두운 별).

센타우루스자리 알파 AB에서 보는 하늘은 지구와 크게 다르지 않지만, 센타우루스자리에서 가장 밝은 별은 보이지 않을 것이다. 태양은 겉보기등급 +0.47의 노란색 항성으로 보일 것이며 이 밝기는 지구에서 본 베텔게우스와 거의 비슷하다. 태양의 위치는 적경 02h 39m 36.4951s, 적위 +60° 50′ 02.308″(2000년 기준)로 지구에서 본 센타우루스자리 알파 위치의 대척점에 해당될 것이다. 이 위치는 카시오페이아자리의 동쪽으로 그 밝기는 별자리 내 다른 별들을 가볍게 압도한다. 태양은 겉보기등급 3.4의 별 카시오페이아자리 엡실론의 동쪽, 심장 성운의 앞쪽에 위치해 있을 것이며 카시오페이아자리 별들의 "W" 모양은 "/W" 모양으로 바뀌어 보일 것이다.
시리우스는 베텔게우스 동쪽으로 자리를 옮겨 지구에서 볼 때보다는 살짝 어두운 -1.2등급의 밝기로 빛날 것이며 밤하늘에서 가장 밝은 별일 것이다. 지구에서 상대적으로 가까운 별들인 프로키온, 알타이르 등은 위치가 크게 변할 것이다. 그보다 좀 더 먼 별들인 포말하우트나 직녀성의 경우 위치가 약간 변할 것이다. 센타우루스자리 프록시마는 0.2광년밖에 떨어져 있지 않음에도, 낮은 광도 때문에 4.5 등성의 어두운 별로 보일 것이다.
가상의 행성에서 바라본 동반성(同伴星)은 '어두운 태양'으로 보일 것이다. 예를 들면, A의 주위를 1.25 AU 떨어져서 도는 가상행성은 A로부터 태양과 비슷한 빛을 받는데, 여기서 관찰한 B는 -21 ~ -18.2 등급의 밝기를 보일 것이다. 이는 주성의 밝기에 비해 190 ~ 2700 배 어둡지만, 보름달보다 170 ~ 2300 배 밝다. 반대로 B의 주위를 0.71 AU 떨어져서 도는 가상행성은 B로부터 역시 태양과 비슷한 빛을 받는데, 여기서 관찰한 A는 -22.1 ~ -19.4등급의 밝기를 보일 것이다. 이는 주성의 밝기에 비하여 70 ~ 840 배 어둡지만, 보름달에 비하여 520 ~ 6300 배 밝다. 두 경우 모두 반대쪽 동반성은 가상행성의 하늘을 횡단하는 것처럼 보일 것이다.
만약 가상행성의 궤도경사각이 A와 B의 공전 궤도와 크게 차이가 나지 않는다고 가정하면, 동반성이 가상행성의 어머니 항성과 합의 위치에 올 경우 두 항성은 행성의 하늘에서 서로 반대 위치에 자리잡게 된다. 이 경우 가상행성이 만약 지구와 비슷한 대기를 지니고 있다고 가정한다면, 이 행성의 거주민이 바라보는 밤하늘은 1년 중 절반에 걸쳐 반성 때문에 암흑이 아니라 어두운 청색으로 보일 것이다. 이는 지구에서 일식이 일어날 때의 밝기와 비슷한 수준이다. 이 경우 가상행성의 거주자는 인공조명 없이도 책을 읽을 수 있다. A와 B는 가장 가까이 접근해도 11 AU의 거리를 보이므로, 동반성으로부터 받는 빛과 열은 가상행성에서 살아가는 식물의 광합성이나 행성의 기후에 부정적인 효과를 가져올 정도는 아니다.

## 다른 이름들
근대의 문학 작품들에서 리길 켄트 Rigil Kent (또는 리겔 켄트 Rigel Kent 및 변종 명칭들)와 톨리만 Toliman은 센타우루스자리 알파를 구어체로 부를 때 사용된 이름들이다.(이후 2018년 8월 10일 국제천문연맹은 센타우루스자리 알파 B에 이 '톨리만'을 공식 명칭으로 부여하였다.)
리길 켄트 Rigil Kent는 리길 켄타우루스 Rigil Kentaurus를 줄여서 부른 명칭이다. 종종 리길 Rigil 이나 리겔 Rigel 로 더 줄여서 부를 때도 있으나 후자는 오리온자리 베타별의 고유 명칭 리겔(Rigel)과 비슷하다.
톨리만 Toliman 명칭은 야코뷔스 홀리위스의 《알-파르가니 개요서 1669년판》에서 유래한 것이다. 톨리만 Tolimân 은 홀리위스가 아랍어 이름  الظلمان (알-줄만, '타조들')을 라틴어식으로 바꾼 것이며 이 이름의 별자리에서 센타우루스자리 알파는 중심별의 위치에 있다.
19세기에 엘리자 H. 버릿은 지금은 잘 쓰지 않는 명칭 분굴라 Bungula를 사용했는데 아마도 "β"와 라틴어 운굴라 ungula ('말발굽')에서 따온 이름 같다.
센타우루스자리 알파와 베타는 함께 '남쪽 지시자들' 또는 '지시자들'로 불리는데 이는 두 별을 이은 선이 남십자자리를 가리키기 때문이다.
중화권에서 남문(南門, '남쪽 문')은 센타우루스자리 알파와 엡실론 둘로 이루어져 있다. 이들 중 센타우루스자리 알파 하나만을 부르는 명칭은 남문2(南門二, '남문에서 두 번째 별')이다.
오스트레일리아 북서부 빅토리아주에 거주하는 부롱족은 센타우루스자리 알파와 베타를 '베름베름글'로 부르는데 이 단어는 에뮤 '칭갈'(석탄자루 성운)을 찔러 죽이는, 용감하고 파괴적인 형제의 이름이다. 왓조발루크족이 이 별을 부르는 이름은 '브람-브람-불트'이다.

## 미래 탐사

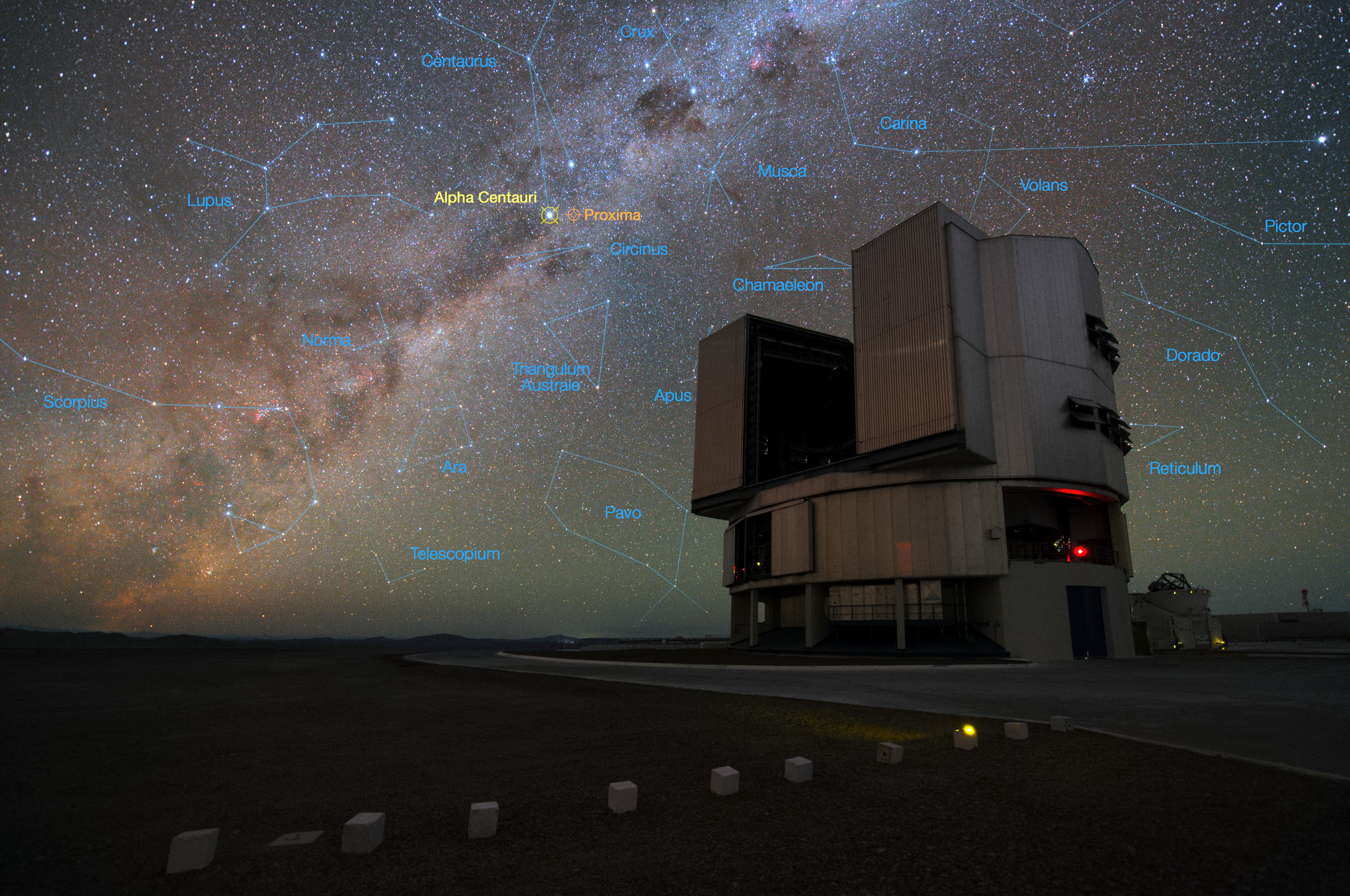
VLT와 센타우루스자리 알파.

센타우루스자리 알파는 유인 혹은 무인 성간 탐사를 시도할 첫 번째 목표물이 될 것 같다. 현재의 우주선 기술력으로 태양과 센타우루스자리 알파 사이를 횡단하는 데에는 수백만 년은 걸릴 것이다. 다만 스타샷 프로그램이 도입을 고려하고 있는 핵 펄스 추진 또는 레이저 라이트 세일 기술을 이용하면 횡단 시간을 수십 년까지 줄일 수 있을 것이다. 이런 미션의 목표 중 하나는 항성계 내 존재 가능한 행성들에 플라이바이하거나 가능하다면 사진까지 촬영하는 것이다. 2016년 8월 유럽 남방 천문대(ESO)는 센타우루스자리 프록시마 b가 존재한다고 발표했는데 이런 행성은 상기 스타샷 프로그램의 목표가 될 것이다.
2017년 1월 스타샷과 ESO는 센타우루스자리 알파 계에서 생명체가 살 수 있는 행성을 찾는 작업에 협력하기로 했다. 협약에는 스타샷이 칠레 소재 ESO의 VLT 망원경에 설치된 VISIR(VLT 분광복사계 및 중적외선 분광계)의 업그레이드에 자금을 지원하는 내용이 포함되어 있다. 이 업그레이드를 통해 알파 계 내 행성을 찾을 확률은 크게 올라갈 것이다.

## 거리 추정치
| 출처                             | 연주시차 (mas) | 거리 (pc)             | 거리 (ly)          | 거리 (Pm)        | 각주                            |
| -------------------------------- | -------------- | --------------------- | ------------------ | ---------------- | ------------------------------- |
| Henderson (1839)                 | 1160±110       | 0.86+0.09 −0.07       | 2.57 ± 0.53        | 26.6+2.8 −2.3    | [ 70 ]                          |
| Henderson (1842)                 | 912.8±64       | 1.03 ± 0.15           | 3.34 ± 0.5         | 33.8+2.5 −2.2    | [ 123 ]                         |
| Maclear (1851)                   | 918.7±34       | 1.09±0.04             | 3.55+0.14 −0.13    | 32.4 ± 2.5       | [ 124 ]                         |
| Moesta (1868)                    | 880±68         | 1.14+0.10 −0.08       | 3.71+0.31 −0.27    | 35.1+2.9 −2.5    | [ 125 ]                         |
| Gill & Elkin (1885)              | 750±10         | 1.333±0.018           | 4.35±0.06          | 41.1+0.6 −0.5    | [ 126 ]                         |
| Roberts (1895)                   | 710±50         | 1.32 ± 0.2            | 4.29 ± 0.65        | 43.5+3.3 −2.9    | [ 127 ]                         |
| Woolley et al. (1970)            | 743±7          | 1.346±0.013           | 4.39±0.04          | 41.5±0.4         | [ 128 ]                         |
| Gliese & Jahreiß (1991)          | 749.0±4.7      | 1.335±0.008           | 4.355±0.027        | 41.20±0.26       | [ 129 ]                         |
| van Altena et al. (1995)         | 749.9±5.4      | 1.334±0.010           | 4.349+0.032 −0.031 | 41.15+0.30 −0.29 | [ 130 ]                         |
| Perryman et al. (1997) (A and B) | 742.12±1.40    | 1.3475±0.0025         | 4.395±0.008        | 41.58±0.08       | [ 131 ] [ 132 ] [ 133 ] [ 134 ] |
| Söderhjelm (1999)                | 747.1±1.2      | 1.3385+0.0022 −0.0021 | 4.366±0.007        | 41.30±0.07       | [ 135 ]                         |
| van Leeuwen (2007) (A)           | 754.81±4.11    | 1.325±0.007           | 4.321+0.024 −0.023 | 40.88±0.22       | [ 136 ]                         |
| van Leeuwen (2007) (B)           | 796.92±25.90   | 1.25±0.04             | 4.09+0.14 −0.13    | 37.5 ± 2.5       | [ 137 ]                         |
| RECONS TOP100 (2012)             | 747.23±1.17    | 1.3383±0.0021         | 4.365±0.007        | 41.29±0.06       | [ 43 ]                          |

## 같이 보기
- 가까운 항성 목록

### 내용 주
1. ↑  프록시마 센타우리는 센타우루스자리 알파 계에 중력적으로 묶여 있으나 관습적이고 역사적인 이유로 별도의 문서로 서술한다.
2. ↑  {\displaystyle {\begin{smallmatrix}[(11.2+35.6)/2]^{3}/79.91^{2}=2.0\end{smallmatrix}}}. 공식은 표준 중력 변수를 참조.
3. ↑  이 위도는 관측자가 특정 경도에 위치해 있다고 가정한 상황에서, 항성의 적위(δ)를 알고 있을 경우 (90°+ δ) 공식을 이용하여 구할 수 있다. 센타우루스자리 알파 계의 적위는 −60° 50′로 이 항성이 주극성으로 관측되는 곳은 −29° 10'S 또는 29°보다 남위도 지대이다. 마찬가지로 센타우루스자리 알파가 지평선 위로 절대 떠오르지 않는 지역은 (90°+ δ) N 또는 +29°N보다 북위도 지대가 된다.
4. ↑  고유운동은 초각보다 작은 각 단위인 밀리초각(mas.) 또는 1000분의 1 초각으로 표기한다. 음의 고유운동 값은 적경(RA)상 천체가 하늘을 동쪽에서 서쪽으로, 적위상 북쪽에서 남쪽으로 움직인다는 의미이다.
5. ↑  아래 각주에서 Lissauer and Quintana를 참고할 것.
6. ↑  다음 문헌에는 리길 켄타우루스 Rigjl Kentaurus 표기도 등장한다. Hyde T., "Ulugh Beighi Tabulae Stellarum Fixarum", Tabulae Long. ac Lat. Stellarum Fixarum ex Observatione Ulugh Beighi, Oxford, 1665, p. 142., Hyde T., "In Ulugh Beighi Tabulae Stellarum Fixarum Commentarii", op. cit., p. 67., Portuguese Riguel Kentaurus da Silva Oliveira, R., "Crux Australis: o Cruzeiro do Sul" 보관됨 6 12월 2013 - 웨이백 머신, Artigos: Planetario Movel Inflavel AsterDomus.
7. ↑  Van Altena et al. (1995)과 Söderhjelm (1999)의 값들에 가중치를 주어 계산한 시차.

### 참조 주
1. 1 2 3 4 5 6 7 8 9 10  Van Leeuwen, F. (2007). “Validation of the new Hipparcos reduction”. 《Astronomy and Astrophysics》 474 (2): 653–664. arXiv:0708.1752. Bibcode:2007A&A...474..653V. doi:10.1051/0004-6361:20078357.
2. 1 2 3 4 5 6  Ducati, J. R. (2002). “VizieR Online Data Catalog: Catalogue of Stellar Photometry in Johnson's 11-color system”. 《CDS/ADC Collection of Electronic Catalogues》 2237: 0. Bibcode:2002yCat.2237....0D.
3. 1 2 3  P. A. Wiegert; M. J. Holman (1997). “The stability of planets in the Alpha Centauri system”. 《The Astronomical Journal》 113: 1445 – 1450. arXiv:astro-ph/9609106. Bibcode:1997AJ....113.1445W. doi:10.1086/118360.
4. 1 2  Valenti, Jeff A.; Fischer, Debra A. (2005). “Spectroscopic Properties of Cool Stars (SPOCS). I. 1040 F, G, and K Dwarfs from Keck, Lick, and AAT Planet Search Programs”. 《The Astrophysical Journal Supplement Series》 159 (1): 141–166. Bibcode:2005ApJS..159..141V. doi:10.1086/430500. ISSN 0067-0049.
5. ↑  Wilkinson, John (2012). 〈The Sun and Stars〉. 《New Eyes on the Sun》. Astronomers' Universe. 219–236쪽. doi:10.1007/978-3-642-22839-1_10. ISBN 978-3-642-22838-4. ISSN 1614-659X.
6. 1 2 3 4 5 6 7 8 9 10  Thévenin, F.; Provost, J.; Morel, P.; Berthomieu, G.; Bouchy, F.; Carrier, F. (2002). “Asteroseismology and calibration of alpha Cen binary system”. 《Astronomy & Astrophysics》 392: L9. arXiv:astro-ph/0206283. Bibcode:2002A&A...392L...9T. doi:10.1051/0004-6361:20021074.
7. ↑  Joyce, M.; Chaboyer, B. (2018). “Classically and Asteroseismically Constrained 1D Stellar Evolution Models of α Centauri a and B Using Empirical Mixing Length Calibrations”. 《The Astrophysical Journal》 864 (1): 99. arXiv:1806.07567. Bibcode:2018ApJ...864...99J. doi:10.3847/1538-4357/aad464.
8. 1 2 3  Torres, C. A. O.; Quast, G. R.; da Silva, L .; de la Reza, R.; Melo, C. H. F.; Sterzik, M. (2006). “Search for associations containing young stars (SACY)”. 《Astronomy and Astrophysics》 460 (3): 695–708. arXiv:astro-ph/0609258. Bibcode:2006A&A...460..695T. doi:10.1051/0004-6361:20065602. ISSN 0004-6361.
9. 1 2 3  Kervella, P.; Bigot, L.; Gallenne, A.; Thévenin, F. (January 2017). “The radii and limb darkenings of α Centauri A and B. Interferometric measurements with VLTI/PIONIER”. 《Astronomy & Astrophysics》 597. A137. arXiv:1610.06185. Bibcode:2017A&A...597A.137K. doi:10.1051/0004-6361/201629505.
10. 1 2  Gilli G.; Israelian G.; Ecuvillon A.; Santos N. C.; Mayor M. (2006). “Abundances of Refractory Elements in the Atmospheres of Stars with Extrasolar Planets”. 《Astronomy and Astrophysics》 449 (2): 723–36. arXiv:astro-ph/0512219. Bibcode:2006A&A...449..723G. doi:10.1051/0004-6361:20053850. libcode 2005astro.ph.12219G.
11. 1 2  Bazot, M.;  외. (2007). “Asteroseismology of α Centauri A. Evidence of rotational splitting”. 《Astronomy and Astrophysics》 470 (1): 295–302. arXiv:0706.1682. Bibcode:2007A&A...470..295B. doi:10.1051/0004-6361:20065694.
12. ↑  DeWarf, L.; Datin, K.; Guinan, E. (2010). “X-ray, FUV, and UV Observations of α Centauri B: Determination of Long-term Magnetic Activity Cycle and Rotation Period”. 《The Astrophysical Journal》 722 (1): 343–357. arXiv:1009.1652. Bibcode:2010ApJ...722..343D. doi:10.1088/0004-637X/722/1/343.
13. ↑  Raassen, A. J. J; Ness, J.-U; Mewe, R; Van Der Meer, R. L. J; Burwitz, V; Kaastra, J. S (2003). “Chandra-LETGS X-ray observation of α Centauri: A nearby (G2V + K1V) binary system”. 《Astronomy & Astrophysics》 400 (2): 671–678. Bibcode:2003A&A...400..671R. doi:10.1051/0004-6361:20021899.
14. 1 2 3 4 5  “Naming Stars”. IAU.org. 2020년 4월 11일에 원본 문서에서 보존된 문서. 2017년 12월 16일에 확인함.
15. ↑  Kervella, Pierre; Thevenin, Frederic (2003년 3월 15일). “A Family Portrait of the Alpha Centauri System”. 《European Southern Observatory Press Release》: 5. Bibcode:2003eso..pres....5. eso0307, PR 05/03.
16. 1 2 3 4 5 6 7 8  Hartkopf, W.; Mason, D. M. (2008). “Sixth Catalog of Orbits of Visual Binaries”. U.S. Naval Observatory. 2009년 4월 12일에 원본 문서에서 보존된 문서. 2008년 10월 5일에 확인함.
17. 1 2 3 4  Kervella, P.; Thévenin, F.; Lovis, C. (January 2017). “Proxima's orbit around α Centauri”. 《Astronomy & Astrophysics》 598. L7. arXiv:1611.03495. Bibcode:2017A&A...598L...7K. doi:10.1051/0004-6361/201629930.
18. 1 2 3  Paul Kunitzsch; Tim Smart (2006). 《A Dictionary of Modern Star Names: A Short Guide to 254 Star Names and Their Derivations》. Sky Pub. 27쪽. ISBN 978-1-931559-44-7.
19. ↑  Davis, George R., Jr. (October 1944). “The pronunciations, derivations, and meanings of a selected list of star names”. 《Popular Astronomy》 52 (3): 16. Bibcode:1944PA.....52....8D.
20. 1 2  R.H. Allen, Star Names and their Meanings.
21. ↑  ظَلِيمٌ ذ, in Edward William Lane, An Arabic–English Lexicon
22. ↑  Innes, R. T. A. (October 1915). “A Faint Star of Large Proper Motion”. 《Circular of the Union Observatory Johannesburg》 30: 235–236. Bibcode:1915CiUO...30..235I.
23. ↑  Stevenson, Angus, 편집. (2010), 《Oxford Dictionary of English》, OUP Oxford, 1431쪽, ISBN 978-0-19-957112-3.
24. ↑  Innes, R. T. A. (September 1917). “Parallax of the Faint Proper Motion Star Near Alpha of Centaurus. 1900. R.A. 14 h 22 m 55s.-0s 6t. Dec-62° 15'2 0'8 t”. 《Circular of the Union Observatory Johannesburg》 40: 331–336. Bibcode:1917CiUO...40..331I.
25. ↑  Alden, Harold L. (1928). “Alpha and Proxima Centauri”. 《Astronomical Journal》 39 (913): 20–23. Bibcode:1928AJ.....39...20A. doi:10.1086/104871.
26. ↑  “Bulletin of the IAU Working Group on Star Names, No. 2” (PDF). International Astronomical Union. October 2016. 2022년 10월 9일에 원본 문서 (PDF)에서 보존된 문서. 2019년 5월 29일에 확인함.
27. ↑  《IAU Working Group on Star Names (WGSN)》, International Astronomical Union, 2020년 5월 13일에 원본 문서에서 보존된 문서, 2016년 5월 22일에 확인함.
28. ↑  “WG Triennial Report (2015–2018) – Star Names” (PDF). 5쪽. 2019년 8월 23일에 원본 문서 (PDF)에서 보존된 문서. 2018년 7월 14일에 확인함.
29. ↑  “IAU Catalog of Star Names”. International Astronomical Union. 2018년 9월 17일에 확인함.
30. ↑  Heintz, W. D. (1978). 《Double Stars》. D. Reidel. 19쪽. ISBN 978-90-277-0885-4.
31. ↑  Worley, C. E.; Douglass, G. G. (1996). 《Washington Visual Double Star Catalog, 1996.0 (WDS)》. United States Naval Observatory. 2000년 4월 22일에 원본 문서에서 보존된 문서.
32. ↑  Pourbaix, D.;  외. (2002). “Constraining the difference in convective blueshift between the components of alpha Centauri with precise radial velocities”. 《Astronomy and Astrophysics》 386 (1): 280–85. arXiv:astro-ph/0202400. Bibcode:2002A&A...386..280P. doi:10.1051/0004-6361:20020287.
33. ↑  Andrew James (2008년 3월 11일). “ALPHA CENTAURI : 6”. Homepage.mac.com. 2010년 8월 12일에 확인함.
34. 1 2 3 4  Aitken, R. G. (1961). 《The Binary Stars》. Dover. 235–237쪽.
35. 1 2 3  Matthews, R. A. J.; Gilmore, Gerard (1993). “Is Proxima really in orbit about α Cen A/B?”. 《Monthly Notices of the Royal Astronomical Society》 261: L5–L7. Bibcode:1993MNRAS.261L...5M. doi:10.1093/mnras/261.1.l5.
36. 1 2  Kamper, K. W.; Wesselink, A. J. (1978). “Alpha and Proxima Centauri”. 《Astronomical Journal》 83: 1653. Bibcode:1978AJ.....83.1653K. doi:10.1086/112378.
37. 1 2  E. E. Mamajek; L. A. Hillenbrand (2008). “Improved Age Estimation for Solar-Type Dwarfs Using Activity-Rotation Diagnostics”. 《Astrophysical Journal》 687 (2): 1264–1293. arXiv:0807.1686. Bibcode:2008ApJ...687.1264M. doi:10.1086/591785.
38. ↑  Bazot, M.; Bourguignon, S.; Christensen-Dalsgaard, J. (2012). “A Bayesian approach to the modelling of alpha Cen A”. 《MNRAS》 427 (3): 1847–1866. arXiv:1209.0222. Bibcode:2012MNRAS.427.1847B. doi:10.1111/j.1365-2966.2012.21818.x.
39. ↑  Miglio, A.; Montalbán, J. (2005). “Constraining fundamental stellar parameters using seismology. Application to α Centauri AB”. 《Astronomy & Astrophysics》 441 (2): 615–629. arXiv:astro-ph/0505537. Bibcode:2005A&A...441..615M. doi:10.1051/0004-6361:20052988.
40. ↑  Thoul, A.; Scuflaire, R.; Noels, A.; Vatovez, B.; Briquet, M.; Dupret, M.-A.; Montalban, J. (2003). “A New Seismic Analysis of Alpha Centauri”. 《Astronomy & Astrophysics》 402: 293–297. arXiv:astro-ph/0303467. Bibcode:2003A&A...402..293T. doi:10.1051/0004-6361:20030244.
41. ↑  Eggenberger, P.; Charbonnel, C.; Talon, S.; Meynet, G.; Maeder, A.; Carrier, F.; Bourban, G. (2004). “Analysis of α Centauri AB including seismic constraints”. 《Astronomy & Astrophysics》 417: 235–246. arXiv:astro-ph/0401606. Bibcode:2004A&A...417..235E. doi:10.1051/0004-6361:20034203.
42. 1 2  Kim, Y-C. (1999). “Standard Stellar Models; alpha Cen A and B”. 《Journal of the Korean Astronomical Society》 32 (2): 119. Bibcode:1999JKAS...32..119K.
43. 1 2  “The One Hundred Nearest Star Systems”. 《Research Consortium On Nearby Stars》. Georgia State University. 2007년 9월 7일. 2007년 11월 12일에 원본 문서에서 보존된 문서. 2014년 12월 2일에 확인함.
44. 1 2  “The Colour of Stars”. 《Australia Telescope, Outreach and Education》. Commonwealth Scientific and Industrial Research Organisation. 2004년 12월 21일. 2012년 2월 22일에 원본 문서에서 보존된 문서. 2012년 1월 16일에 확인함.
45. 1 2  Ayres, Thomas R. (March 2014). “The Ups and Downs of α Centauri”. 《The Astronomical Journal》 147 (3): 12. arXiv:1401.0847. Bibcode:2014AJ....147...59A. doi:10.1088/0004-6256/147/3/59. 59.
46. 1 2  Robrade, J.; Schmitt, J. H. M. M.; Favata, F. (2005). “X-rays from α Centauri – The darkening of the solar twin”. 《Astronomy and Astrophysics》 442 (1): 315–321. arXiv:astro-ph/0508260. Bibcode:2005A&A...442..315R. doi:10.1051/0004-6361:20053314.
47. ↑  Kervella, P.; Thévenin, F.; Lovis, C. (2017). “Proxima's orbit around α Centauri”. 《Astronomy & Astrophysics》 598: L7. arXiv:1611.03495. Bibcode:2017A&A...598L...7K. doi:10.1051/0004-6361/201629930. ISSN 0004-6361.
48. ↑  “Our Nearest Star System Observed Live”. 2016년 1월 27일에 확인함.
49. 1 2  Moore, Patrick, 편집. (2002). 《Astronomy Encyclopedia》. Philip's. ISBN 978-0-540-07863-9.[깨진 링크(과거 내용 찾기)]
50. ↑  Van Zyl, Johannes Ebenhaezer (1996). 《Unveiling the Universe: An Introduction to Astronomy》. Springer. ISBN 978-3-540-76023-8.
51. 1 2 3 4  Hartung, E. J.; Frew, David; Malin, David (1994). “Astronomical Objects for Southern Telescopes”. Cambridge University Press.
52. 1 2 3  Norton, A. P.; Ed. I. Ridpath (1986). 《Norton's 2000.0 :Star Atlas and Reference Handbook》. Longman Scientific and Technical. 39–40쪽.
53. ↑  Mitton, Jacquelin (1993). 《The Penguin Dictionary of Astronomy》. Penguin Books. 148쪽.
54. ↑  James, Andrew. “'The '"Constellations : Part 2 Culmination Times"'”. Sydney, New South Wales: Southern Astronomical Delights. 2008년 8월 6일에 확인함.
55. ↑  Benedict, G. Fritz;  외. (1998).  Donahue, R. A.; Bookbinder, J. A., 편집. 《Proxima Centauri: Time-resolved Astrometry of a Flare Site using HST Fine Guidance Sensor 3》. ASP Conf. Ser. 154, The Tenth Cambridge Workshop on Cool Stars, Stellar Systems and the Sun. 1212쪽. Bibcode:1998ASPC..154.1212B.
56. ↑  Page, A.A. (1982). “Mount Tamborine Observatory”. 《International Amateur-Professional Photoelectric Photometry Communication》 10: 26. Bibcode:1982IAPPP..10...26P.
57. ↑  “Light Curve Generator (LCG) – aavso.org”. 《aavso.org》. 2020년 7월 25일에 원본 문서에서 보존된 문서. 2017년 6월 7일에 확인함.
58. ↑  Boffin, Henri M. J.;  외. (2013년 12월 4일). “Possible astrometric discovery of a substellar companion to the closest binary brown dwarf system WISE J104915.57–531906.1”. 《Astronomy and Astrophysics》 561: L4. arXiv:1312.1303. Bibcode:2014A&A...561L...4B. doi:10.1051/0004-6361/201322975.
59. ↑  Ptolemaeus, Claudius (1984). 《Ptolemy's Almagest》 (PDF). 번역 Toomer, G. J. London: Gerald Duckworth & Co. 368, note 136쪽. ISBN 978-0-7156-1588-1. 2018년 7월 21일에 원본 문서 (PDF)에서 보존된 문서. 2020년 2월 10일에 확인함.
60. ↑  Knobel, Edward B. (1917). “On Frederick de Houtman's Catalogue of Southern Stars, and the Origin of the Southern Constellations”. 《Monthly Notices of the Royal Astronomical Society》 77 (5): 414–32 [416]. Bibcode:1917MNRAS..77..414K. doi:10.1093/mnras/77.5.414.
61. ↑  Kameswara-Rao, N.; Vagiswari, A.; Louis, C. (1984). “Father J. Richaud and Early Telescope Observations in India”. 《Bulletin of the Astronomical Society of India》 12: 81. Bibcode:1984BASI...12...81K.
62. 1 2  Pannekoek, Anton (1989) [1961]. 《A History of Astronomy》. Dover. 345–346쪽. ISBN 978-0-486-65994-7.
63. ↑  “Best image of Alpha Centauri A and B”. 《spacetelescope.org》. 2016년 8월 29일에 확인함.
64. ↑  Herschel, J. F. W. (1847). 《Results of Astronomical Observations made during the years 1834,5,6,7,8 at the Cape of Good Hope; being the completion of a telescopic survey of the whole surface of the visible heavens, commenced in 1825.》. Smith, Elder and Co, London. Bibcode:1847raom.book.....H.
65. ↑  “Sixth Catalogue of Orbits of Visual Binary Stars : Ephemeris (2008)”. U.S. Naval Observatory. 2009년 1월 13일에 원본 문서에서 보존된 문서. 2008년 8월 13일에 확인함.
66. ↑  Clavin, Whitney; Harrington, J. D. (2014년 4월 25일). “NASA's Spitzer and WISE Telescopes Find Close, Cold Neighbor of Sun”. 《NASA》. 2014년 4월 26일에 원본 문서에서 보존된 문서. 2014년 4월 25일에 확인함.
67. ↑  ESA: Hipparcos Site. “High-Proper Motion Stars (2004)”.
68. ↑  Aristotle. “De Caelo (On the Heavens): Book II. Part 11. (2004)”. 2008년 8월 23일에 원본 문서에서 보존된 문서. 2020년 2월 10일에 확인함.
69. ↑  Arthur Berry (2018년 2월 6일). 《A Short History of Astronomy》. Creative Media Partners, LLC. 357–358쪽. ISBN 978-1-376-81951-9.
70. 1 2  Henderson, H. (1839). “On the parallax of α Centauri” (PDF). 《Monthly Notices of the Royal Astronomical Society》 4 (19): 168–169. Bibcode:1839MNRAS...4..168H. doi:10.1093/mnras/4.19.168.
71. ↑  Astronomical Society of South Africa. “Henderson, Thomas [FRS] (2008)”. 2012년 9월 9일에 원본 문서에서 보존된 문서.
72. ↑  Anton Pannekoek (1989). 《A History of Astronomy》. Courier Corporation. 333쪽. ISBN 978-0-486-65994-7.
73. ↑  Maclear, M. (1851). “Determination of Parallax of α1and α2 Centauri”. 《Astronomische Nachrichten》 32 (16): 243–244. Bibcode:1851MNRAS..11..131M. doi:10.1002/asna.18510321606.
74. ↑  N.L., de La Caillé (1976). 《Travels at the Cape, 1751–1753: an annotated translation of Journal historique du voyage fait au Cap de Bonne-Espérance》. 번역 Raven-Hart, R. Cape Town. ISBN 978-0-86961-068-8.
75. 1 2 3  Kervella, Pierre;  외. (2016). “Close stellar conjunctions of α Centauri A and B until 2050 An mK = 7.8 star may enter the Einstein ring of α Cen A”. 《Astronomy & Astrophysics》 594 (107): A107. arXiv:1610.06079. Bibcode:2016A&A...594A.107K. doi:10.1051/0004-6361/201629201.
76. 1 2  Hartung, E.J.; Frew, D.; Malin, D. (1994). 《Astronomical Objects for Southern Telescopes》. Melbourne University Press. 194쪽. ISBN 978-0-522-84553-2.
77. 1 2  Matthews, R.A.J. (1994). “The Close Approach of Stars in the Solar Neighbourhood”. 《Quarterly Journal of the Royal Astronomical Society》 35: 1–8. Bibcode:1994QJRAS..35....1M.
78. ↑  C.A.l., Bailer-Jones (2015). “Close encounters of the stellar kind”. 《Astronomy and Astrophysics》 575: A35–A48. arXiv:1412.3648. Bibcode:2015A&A...575A..35B. doi:10.1051/0004-6361/201425221.
79. ↑  Sky and Telescope, April 1998 (p60), HIPPARCOS 자료에 기초한 계산임.
80. ↑  Anglada-Escudé, Guillem; Amado, Pedro J.; Barnes, John; Berdiñas, Zaira M.; Butler, R. Paul; Coleman, Gavin A. L.; de la Cueva, Ignacio; Dreizler, Stefan; Endl, Michael; Giesers, Benjamin; Jeffers, Sandra V.; Jenkins, James S.; Jones, Hugh R. A.; Kiraga, Marcin; Kürster, Martin; López-González, María J.; Marvin, Christopher J.; Morales, Nicolás; Morin, Julien; Nelson, Richard P.; Ortiz, José L.; Ofir, Aviv; Paardekooper, Sijme-Jan; Reiners, Ansgar; Rodríguez, Eloy; Rodríguez-López, Cristina; Sarmiento, Luis F.; Strachan, John P.; Tsapras, Yiannis;  외. (2016). “A terrestrial planet candidate in a temperate orbit around Proxima Centauri”. 《Nature》 536 (7617): 437–440. arXiv:1609.03449. Bibcode:2016Natur.536..437A. doi:10.1038/nature19106. PMID 27558064.
81. ↑  Wenz, John (2015년 10월 29일). “It Turns Out the Closest Exoplanet to Us Doesn't Actually Exist”. 《Popular Mechanics》 (영어). 2018년 12월 8일에 확인함.
82. ↑  “Poof! The Planet Closest To Our Solar System Just Vanished”. 《National Geographic News》. 2015년 10월 29일. 2018년 12월 8일에 확인함.
83. ↑  Rajpaul, Vinesh; Aigrain, Suzanne; Roberts, Stephen J. (2015년 10월 19일), “Ghost in the time series: no planet for Alpha Cen B”, 《Monthly Notices of the Royal Astronomical Society》 456 (1): L6–L10, arXiv:1510.05598, Bibcode:2016MNRAS.456L...6R, doi:10.1093/mnrasl/slv164.
84. ↑  Demory, Brice-Olivier;  외. (June 2015). “Hubble Space Telescope search for the transit of the Earth-mass exoplanet Alpha Centauri Bb”. 《Monthly Notices of the Royal Astronomical Society》 450 (2): 2043–2051. arXiv:1503.07528. Bibcode:2015MNRAS.450.2043D. doi:10.1093/mnras/stv673.
85. ↑  Aron, Jacob. “Twin Earths may lurk in our nearest star system”. 《New Scientist》 (영어). 2018년 12월 8일에 확인함.
86. 1 2  “Why Haven't Planets Been Detected around Alpha Centauri”. 《Universe Today》. 2008년 4월 19일. 2008년 4월 21일에 원본 문서에서 보존된 문서. 2008년 4월 19일에 확인함.
87. ↑  Stephens, Tim (2008년 3월 7일). “Nearby star should harbor detectable, Earth-like planets”. 《News & Events》. UC Santa Cruz. 2008년 4월 17일에 원본 문서에서 보존된 문서. 2008년 4월 19일에 확인함.
88. 1 2  Thebault, P.; Marzazi, F.; Scholl, H. (2009). “Planet formation in the habitable zone of alpha centauri B”. 《Monthly Notices of the Royal Astronomical Society》 393 (1): L21–L25. arXiv:0811.0673. Bibcode:2009MNRAS.393L..21T. doi:10.1111/j.1745-3933.2008.00590.x.
89. 1 2  Quintana, E. V.; Lissauer, J. J.; Chambers, J. E.; Duncan, M. J. (2002). “Terrestrial Planet Formation in the Alpha Centauri System”. 《Astrophysical Journal》 576 (2): 982–996. Bibcode:2002ApJ...576..982Q. CiteSeerX 10.1.1.528.4268. doi:10.1086/341808.
90. 1 2  Guedes, Javiera M.; Rivera, Eugenio J.; Davis, Erica; Laughlin, Gregory; Quintana, Elisa V.; Fischer, Debra A. (2008). “Formation and Detectability of Terrestrial Planets Around Alpha Centauri B”. 《Astrophysical Journal》 679 (2): 1582–1587. arXiv:0802.3482. Bibcode:2008ApJ...679.1582G. doi:10.1086/587799.
91. ↑  Dumusque, X.; Pepe, F.; Lovis, C.; Ségransan, D.; Sahlmann, J.; Benz, W.; Bouchy, F.; Mayor, M.; Queloz, D.; Santos, N.; Udry, S. (2012년 10월 17일). “An Earth mass planet orbiting Alpha Centauri B” (PDF). 《Nature》 490 (7423): 207–11. Bibcode:2012Natur.491..207D. doi:10.1038/nature11572. PMID 23075844. 2012년 10월 17일에 확인함.
92. ↑  Billings, Lee. “Miniature Space Telescope Could Boost the Hunt for 'Earth Proxima' [Video]”. 《Scientific American》.
93. ↑  Zhao, L.; Fischer, D.; Brewer, J.; Giguere, M.; Rojas-Ayala, B. (January 2018). “Planet Detectability in the Alpha Centauri System”. 《Astronomical Journal》 155 (1): 12. arXiv:1711.06320. Bibcode:2018AJ....155...24Z. doi:10.3847/1538-3881/aa9bea. 2017년 12월 29일에 확인함.
94. ↑  M. Barbieri; F. Marzari; H. Scholl (2002). “Formation of terrestrial planets in close binary systems: The case of α Centauri A”. 《Astronomy & Astrophysics》 396 (1): 219 – 224. arXiv:astro-ph/0209118. Bibcode:2002A&A...396..219B. doi:10.1051/0004-6361:20021357.
95. ↑  Lissauer, J. J.; E. V. Quintana; J. E. Chambers; M. J. Duncan & F. C. Adams (2004). “Terrestrial Planet Formation in Binary Star Systems”. 《Revista Mexicana de Astronomía y Astrofísica (Serie de Conferencias)》 22: 99–103. arXiv:0705.3444. Bibcode:2004RMxAC..22...99L.
96. ↑  Quintana, Elisa V.; Lissauer, Jack J. (2007).  Haghighipour, Nader, 편집. 《Terrestrial Planet Formation in Binary Star Systems》. 《Planets in Binary Star Systems》 (Springer). 265–284쪽. ISBN 978-90-481-8687-7.
97. 1 2 3  Croswell, Ken (April 1991). “Does Alpha Centauri Have Intelligent Life?”. 《Astronomy》. 19권 4호. 28–37쪽. Bibcode:1991Ast....19d..28C.
98. ↑  Gilster, Paul (2006년 7월 5일). “Proxima Centauri and Habitability”. 《Centauri Dreams》. 2010년 8월 12일에 확인함.
99. ↑  Kaltenegger, Lisa; Haghighipour, Nader (2013). “Calculating the Habitable Zone of Binary Star Systems. I. S-Type Binaries”. 《The Astrophysical Journal》 777 (2): 165. arXiv:1306.2889. Bibcode:2013ApJ...777..165K. doi:10.1088/0004-637X/777/2/165.
100. ↑  “Planet Hunting by Numbers” (보도 자료). Jet Propulsion Laboratory. 2006년 10월 18일. 2010년 8월 4일에 원본 문서에서 보존된 문서. 2007년 4월 24일에 확인함.
101. ↑  Mullen, Leslie (2011년 6월 2일). “Rage Against the Dying of the Light”. 《Astrobiology Magazine》. 2011년 6월 4일에 원본 문서에서 보존된 문서. 2011년 6월 7일에 확인함.
102. 1 2 3 4  Wiegert, J.; Liseau, R.; Thébault, P.;  외. (March 2014). “How dusty is α Centauri? Excess or non-excess over the infrared photospheres of main-sequence stars”. 《Astronomy & Astrophysics》 563. A102. arXiv:1401.6896. Bibcode:2014A&A...563A.102W. doi:10.1051/0004-6361/201321887.
103. 1 2 3 4  Croswell, K. (1991년 4월). “Does Alpha Centauri Have Intelligent Life?”. 《Astronomy》 19: 28–37.
104. ↑  Martin Rees (2012년 9월 17일). 《Universe: The Definitive Visual Guide》. DK Publishing. 252쪽. ISBN 978-1-4654-1114-3.
105. ↑  James B. Kaler (2006년 5월 7일). 《The Hundred Greatest Stars》. Springer Science & Business Media. 15쪽. ISBN 978-0-387-21625-6.
106. ↑  Fred Schaaf (2008년 3월 31일). 《The Brightest Stars: Discovering the Universe through the Sky's Most Brilliant Stars》. Wiley. 122쪽. Bibcode:2008bsdu.book.....S. ISBN 978-0-470-24917-8.
107. ↑  Baily, Francis (1843). “The Catalogues of Ptolemy, Ulugh Beigh, Tycho Brahe, Halley, Hevelius, Deduced from the Best Authorities. With Various Notes and Corrections, and a Preface to Each Catalogue. To Which is Added the Synonym of each Star, in the Catalogues or Flamsteed of Lacaille, as far as the same can be ascertained”. 《Memoirs of the Royal Astronomical Society》 13: 1. Bibcode:1843MmRAS..13....1B.
108. ↑  Kunitzsch, P. (1976). “Naturwissenschaft und Philologie: Die arabischen Elemente in der Nomenklatur und Terminologie der Himmelskunde”. 《Die Sterne》 52: 218. Bibcode:1976Stern..52..218K.
109. ↑  Hermelink, H.; Kunitzsch, Paul (1961). “Reviewed work: Arabische Sternnamen in Europa, Paul Kunitzsch”. 《Journal of the American Oriental Society》 81 (3): 309–312. doi:10.2307/595661. JSTOR 595661.
110. ↑  Aḥmad ibn Muḥammad al-Fargānī; Jakob Golius (1669). 《Muhammedis fil. Ketiri Ferganensis, qui vulgo Alfraganus dicitur, Elementa astronomica, Arabicè & Latinè. Cum notis ad res exoticas sive Orientales, quae in iis occurrunt. Opera Jacobi Golii》. apud Johannem Jansonium à Waasberge, & viduam Elizei Weyerstraet. 76–쪽.
111. ↑  Elijah Hinsdale Burritt (1850). 《Atlas: Designed to Illustrate the Geography of the Heavens》. F. J. Huntington.
112. ↑  (중국어) [ AEEA (Activities of Exhibition and Education in Astronomy) 天文教育資訊網 2006 年 6 月 27 日]
113. 1 2  Hamacher, Duane W.; Frew, David J. (2010). “An Aboriginal Australian Record of the Great Eruption of Eta Carinae”. 《Journal of Astronomical History & Heritage》 13 (3): 220–234. arXiv:1010.4610. Bibcode:2010JAHH...13..220H.
114. ↑  Stanbridge, W. M. (1857). “On the Astronomy and Mythology of the Aboriginies of Victoria”. 《Transactions Philosophical Institute Victoria》 2: 137–140.
115. 1 2  “VLT to Search for Planets in Alpha Centauri System – ESO Signs Agreement with Breakthrough Initiatives”. European Southern Observatory. 2017년 1월 9일. 2017년 1월 10일에 확인함.
116. ↑  Overbye, Dennis (2016년 4월 12일). “A Visionary Project Aims for Alpha Centauri, a Star 4.37 Light-Years Away”. 《The New York Times》. 2016년 4월 12일에 확인함.
117. ↑  O'Neill, Ian (2008년 7월 8일). “How Long Would it Take to Travel to the Nearest Star?”. 《Universe Today》.
118. ↑  Domonoske, Camila (2016년 4월 12일). “Forget Starships: New Proposal Would Use 'Starchips' To Visit Alpha Centauri”. NPR. 2016년 4월 14일에 확인함.
119. 1 2  “Starshot”. Breakthrough Initiatives. 2017년 1월 10일에 확인함.
120. ↑  Overbye, Dennis (2016년 4월 12일). “Reaching for the Stars, Across 4.37 Light-Years”. 《The New York Times》. 2017년 1월 10일에 확인함.
121. ↑  Chang, Kenneth (2016년 8월 24일). “One Star Over, a Planet That Might Be Another Earth”. 《The New York Times》. 2017년 1월 10일에 확인함.
122. ↑  Klesman, Alison (2017년 1월 9일). “ESO and the Breakthrough Initiatives team up to search for extrasolar planets next door”. 《Astronomy Magazine》. 2017년 1월 10일에 확인함.
123. ↑  Henderson, T. (1842). “The Parallax of α Centauri, deduced from Mr. Maclear's Observations at the Cape of Good Hope, in the Years 1839 and 1840”. 《Memoirs of the Royal Astronomical Society》 12: 370–371. Bibcode:1842MmRAS..12..329H.
124. ↑  Maclear, T. (1851). “Determination of the Parallax of α 1 and α2 Centauri, from Observations made at the Royal Observatory, Cape of Good Hope, in the Years 1842-3-4 and 1848”. 《Memoirs of the Royal Astronomical Society》 20: 98. Bibcode:1851MmRAS..20...70M.
125. ↑  Moesta, C. G. (1868). “Bestimmung der Parallaxe von α und β Centauri” [Determining the parallax of α and β Centauri]. 《Astronomische Nachrichten》 (독일어) 71 (8): 117–118. Bibcode:1868AN.....71..113M. doi:10.1002/asna.18680710802.
126. ↑  Gill, David; Elkin, W.L. (1885). “Heliometer-Determinations of Stellar Parallax in the Southern Hemisphere”. 《Memoirs of the Royal Astronomical Society》 48: 188. Bibcode:1885MmRAS..48....1G.
127. ↑  Roberts, Alex W. (1895). “Parallax of α Centauri from Meridian Observations 1879–1881”. 《Astronomische Nachrichten》 139 (12): 189–190. Bibcode:1895AN....139..177R. doi:10.1002/asna.18961391202.
128. ↑  Woolley, R.; Epps, E. A.; Penston, M. J.; Pocock, S. B. (1970). “Woolley 559”. 《Catalogue of Stars within 25 Parsecs of the Sun》 5: ill. Bibcode:1970ROAn....5.....W. 2017년 10월 8일에 원본 문서에서 보존된 문서. 2014년 5월 9일에 확인함.
129. ↑  Gliese, W.; Jahreiß, H. (1991). “Gl 559”. 《Preliminary Version of the Third Catalogue of Nearby Stars》. Astronomische Rechen-Institut. 2014년 5월 9일에 확인함.
130. ↑  Van Altena, W. F.; Lee, J. T.; Hoffleit, E. D. (1995). “GCTP 3309”. 《The General Catalogue of Trigonometric Stellar Parallaxes》 Four판. Yale University Observatory. 2014년 5월 9일에 확인함.
131. ↑  Perryman;  외. (1997). “HIP 71683”. 《The Hipparcos and Tycho Catalogues》. 2014년 5월 9일에 확인함.
132. ↑  Perryman;  외. (1997). “HIP 71683”. 《The Hipparcos and Tycho Catalogues》. 2014년 5월 9일에 확인함.
133. ↑  Perryman;  외. (1997). “HIP 71681”. 《The Hipparcos and Tycho Catalogues》. 2014년 5월 9일에 확인함.
134. ↑  Perryman;  외. (1997). “HIP 71681”. 《The Hipparcos and Tycho Catalogues》. 2014년 5월 9일에 확인함.
135. ↑  Söderhjelm, Staffan (1999). “HIP 71683”. 《Visual binary orbits and masses post Hipparcos》. 2014년 5월 9일에 확인함.
136. ↑  van Leeuwen, Floor (2007). “HIP 71683”. 《Validation of the new Hipparcos reduction》.
137. ↑  van Leeuwen, Floor (2007). “HIP 71681”. 《Validation of the new Hipparcos reduction》.

### 탐사 및 가설상의 행성
- (영어) “A Family Portrait of the Alpha Centauri System”. 《SpaceRef.com》: 5. 2003. Bibcode:2003eso..pres....5. 2003년 3월 21일에 확인함.[깨진 링크(과거 내용 찾기)]
- (영어) Alpha Centauri System
- (포르투갈어) O Sistema Alpha Centauri (Portuguese) 보관됨 2016-03-03 - 웨이백 머신
- (포르투갈어) Alpha Centauri – Associação de Astronomia (Portuguese)
- (영어) Thompson, Andrea (2008년 3월 7일). “Nearest Star System Might Harbor Earth Twin”. SPACE.com. 2008년 6월 2일에 원본 문서에서 보존된 문서. 2008년 7월 17일에 확인함.

좌표:  14h 39m 36.4951s, −60° 50′ 02.308″